# Piotrków Trybunalski
Piotrków Trybunalski [pjotrkuv trybunalski] (česky Petrkov, německy Petrikau, rusky Пётркув Трибунальски) je polské město a městským okresem v Lodžském vojvodství na řece Strawa, 40 km jižně od Lodži a 130 km jihozápadně od Varšavy. V roce 2020 zde žilo přes 72 000 obyvatel a bylo tak 50. největším polským městem.

## Název
Ve 13. století se město nazývalo Piotrków či Pietrków, od 14. století také Piotrkowo. Název se odvozuje od jména Petr (polsky Piotr) nebo spíše od jeho zdrobněliny Petřík (Piotrek či ve staré polštině Pietrek). Druhá část názvu Trybunalski odkazuje na skutečnost, že ve městě sídlil korunní tribunál – nejvyšší odvolací soud Koruny Polského království.

## Geografie
Město se nachází v jihovýchodní části Lodžského vojvodství na Piotrkowské planině na řece Strawě. Piotrków Trybunalski leží poblíž historický hranic Mazovska, Velkopolska a Malopolska. Jeho rozloha činí 67,25 km².

## Historie

Piotrków při obléhání švédskou armádou 23. února 1657

Poprvé se město písemně připomíná v roce 1217 v listině polského knížete Leška I. Někdy v letech 1290–1300 získal Piotrków městská práva. V letech 1655 a 1657 město obsadila švédská armáda. V roce 1702 během severní války Švédové znovu obsadili město. Při druhém dělení Polska v roce 1793 se Piotrków stal součástí Pruska a v roce 1807 byl připojen k Varšavskému knížectví. Roku 1815 byl připojen ke Kongresovému Polsku. Dne 2. září 1846 odjel z Piotrkówa první vlak na nově vybudované železnici mezi Varšavou a Vídní. 13. ledna 1867 vznikla Piotrkówská gubernie, která zahrnovala i města Lodž a Čenstochovou. Za první světové války bylo město v roce 1914 několikrát obsazeno německou a ruskou armádou a v prosinci nakonec i rakouskou armádou. 2. srpna 1919 byl Piotrków připojen k Lodžskému vojvodství. Po napadení Polska německá armáda ve dnech 2.–4. září 1939 město intenzivně bombardovala. Zničila přitom okolo 200 budov a 5. září město obsadila. Rudá armáda i s polskými vojáky Piotrków osvobodila 18. ledna 1945.

### Židé v Piotrkówě
Ve městě platil zákaz usidlování Židů (privilegium de non tolerandis Judaeis). Až v 16. století začali Židé z okolí přicházet do města na jarmarky a trhy. Vojsko Stefana Czarnieckého provedlo v roce 1657 v Piotrkówě krvavý pogrom. Král Jan III. Sobieski roku 1679 povolil zřízení židovské obce, synagogy, hřbitova, mikve, jatek a obchodů. V roce 1765 zde žilo 1 107 Židů. Roku 1939 zde žilo asi 11 000 lidí židovského původu. V říjnu 1939 zde Němci zřídili první ghetto na polském území. Uvěznili zde asi 25 000 lidí z Piotrkowa a okolí. Mezi 15. a 21. říjnem 1942 bylo do vyhlazovacího tábora v Treblince odvezeno okolo 22 000 lidí.

## Doprava
Po západním okraji města vede nedostavěná část dálnice A1, která je součástí mezinárodní silnice E75. Železniční trať spojuje Piotrków Trybunalski s Varšavou. Jízda do Varšavy trvá necelé dvě hodiny.

## Pamětihodnosti
- Královský hrad dal v letech 1512–1519 postavit král Zikmund I. Starý v goticko-renesančním slohu. Dnes je zde muzeum.
- Bazilika svatého Jakuba, římskokatolický kostel byl v roce 2019 povýšen na basilicu minor. Nejstarší kostel ve městě pochází z 12. století. Současná podoba je z přestavby na přelomu 14. a 15. století. Věž je vysoká 55 metrů.
- Dominikánský klášter s kostelem sv. jacka a Doroty, gotická stavba z roku 1350
- Kostel Povýšení svatého Kříže kláštera bernardinů, raně barokní, založený eoku 1626.
- Bývalá jezuitská kolej s kostelem sv. Františka Xaverského, barokní areál založený roku 1695
- Velká synagoga z let 1791–1793

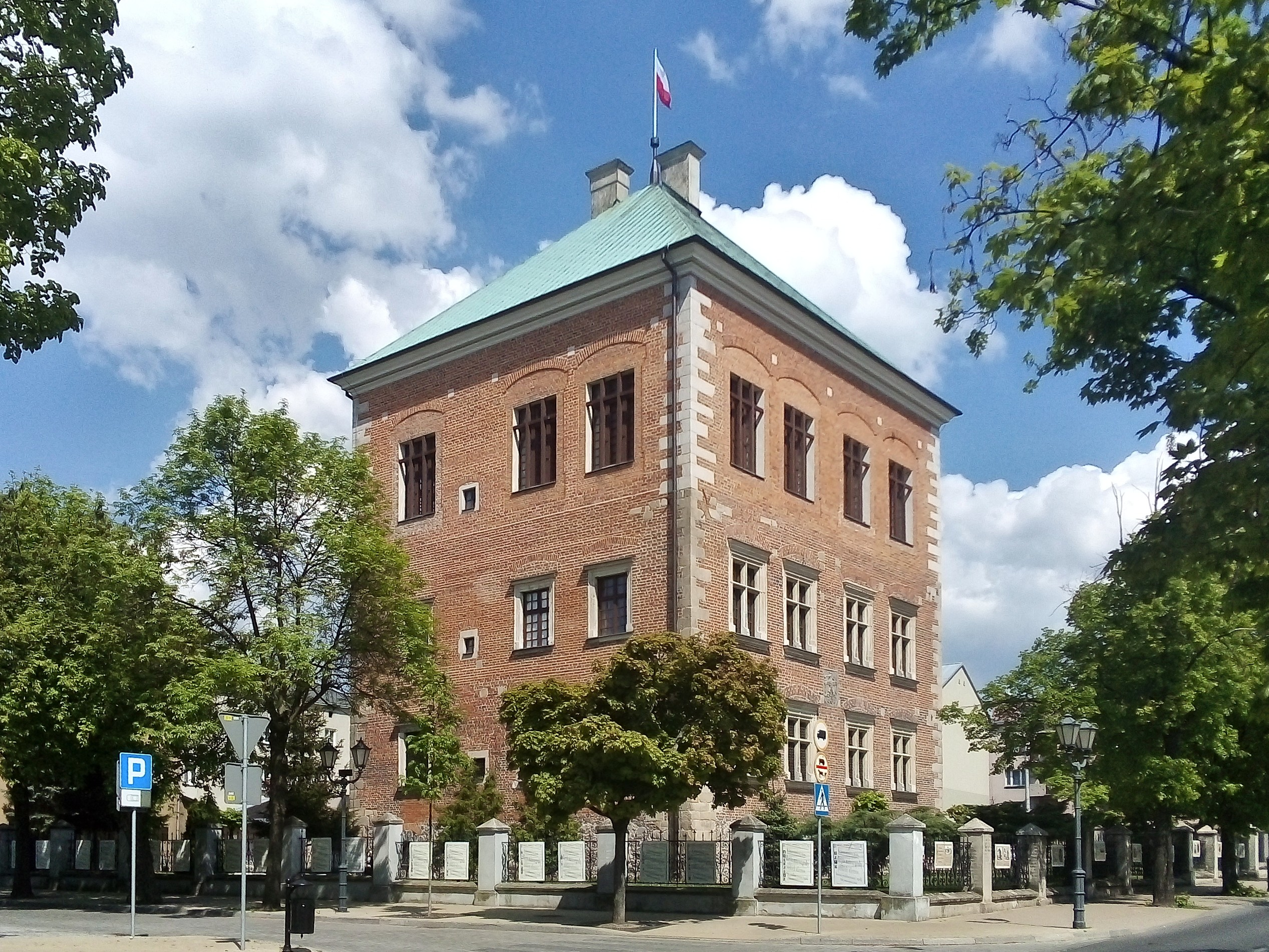
Královský hrad (Zamek królewski)
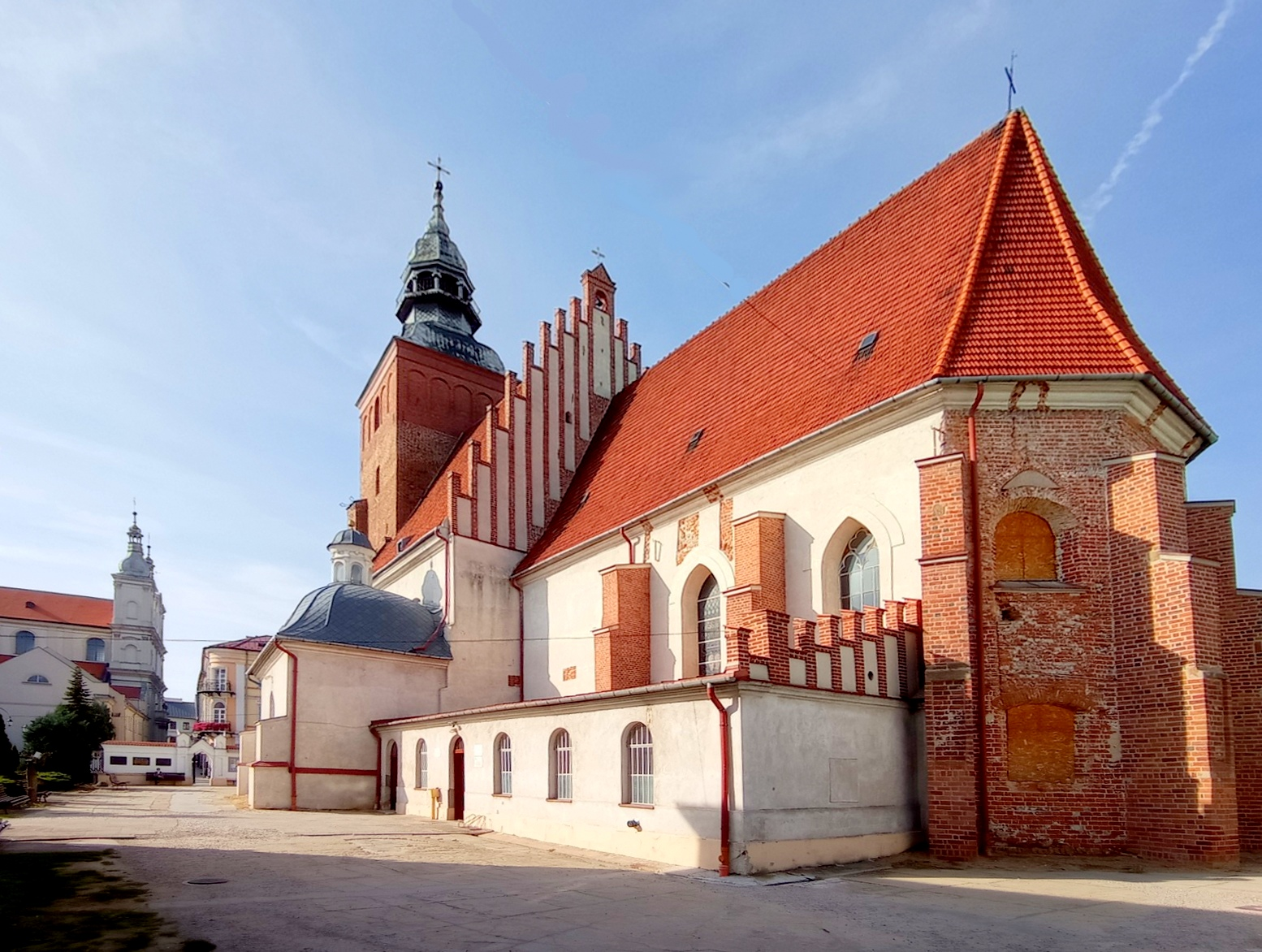
Bazilika svatého Jakuba
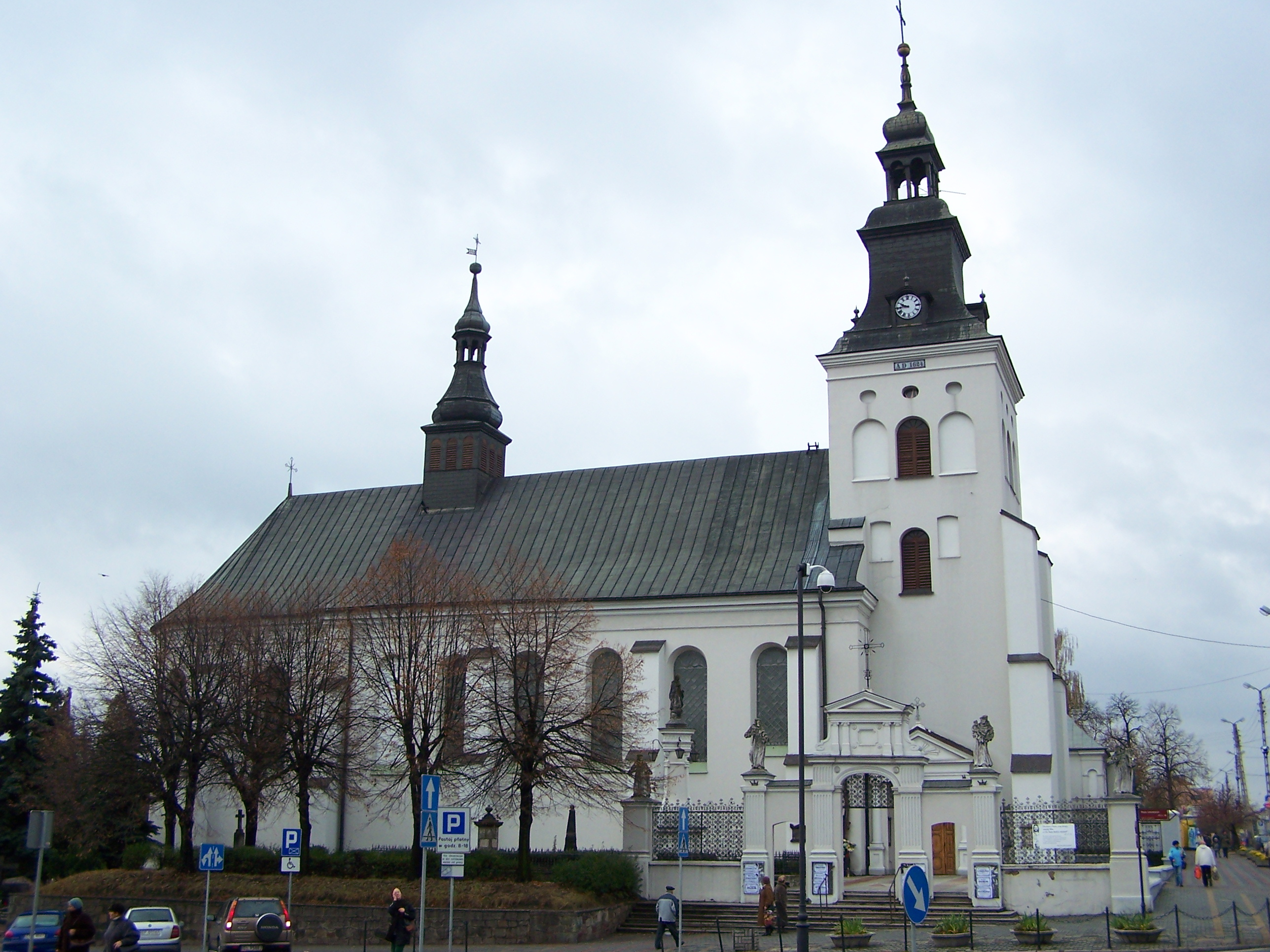
Kostel Povýšení sv. Kříže
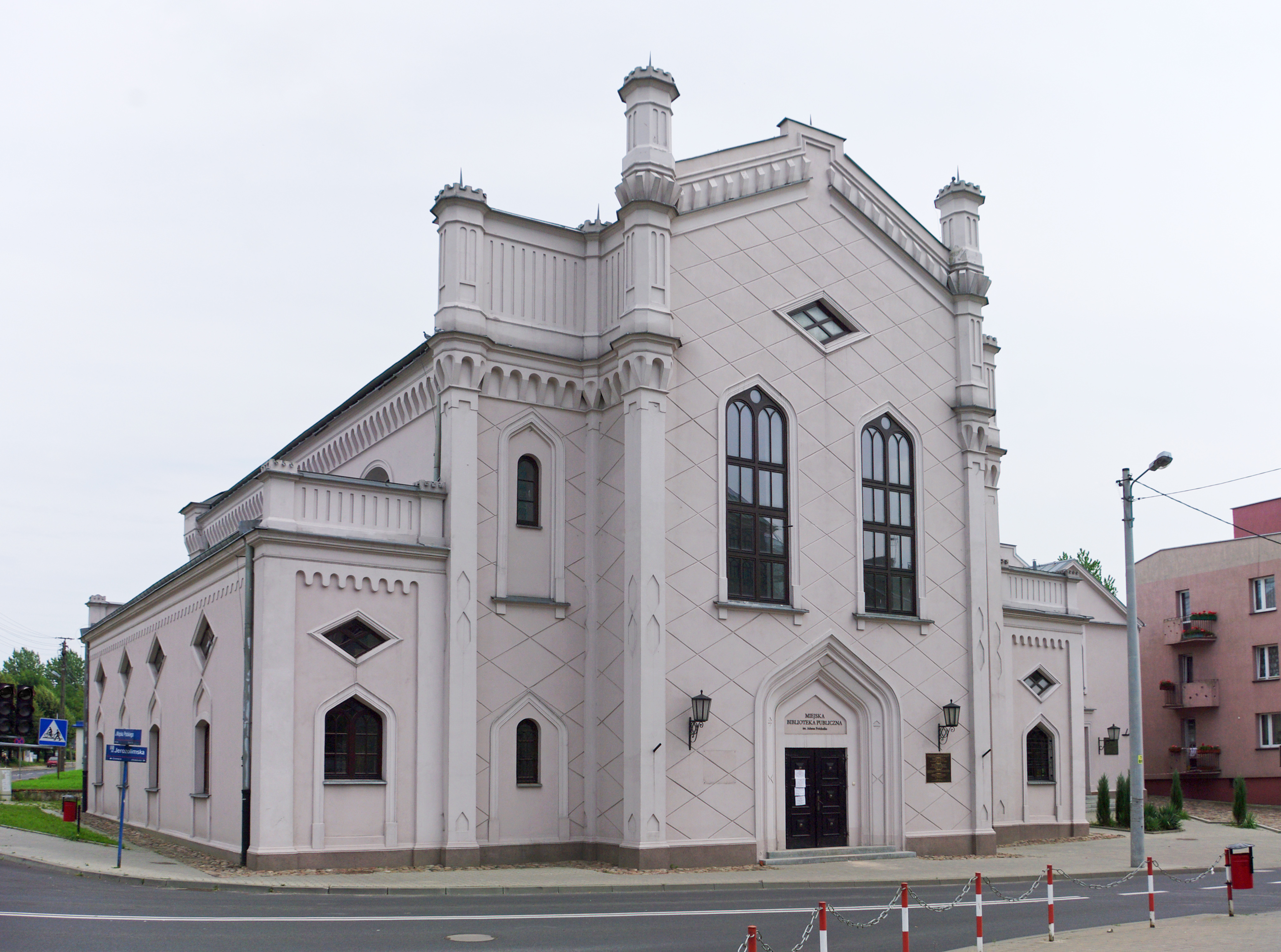
Velká synagoga
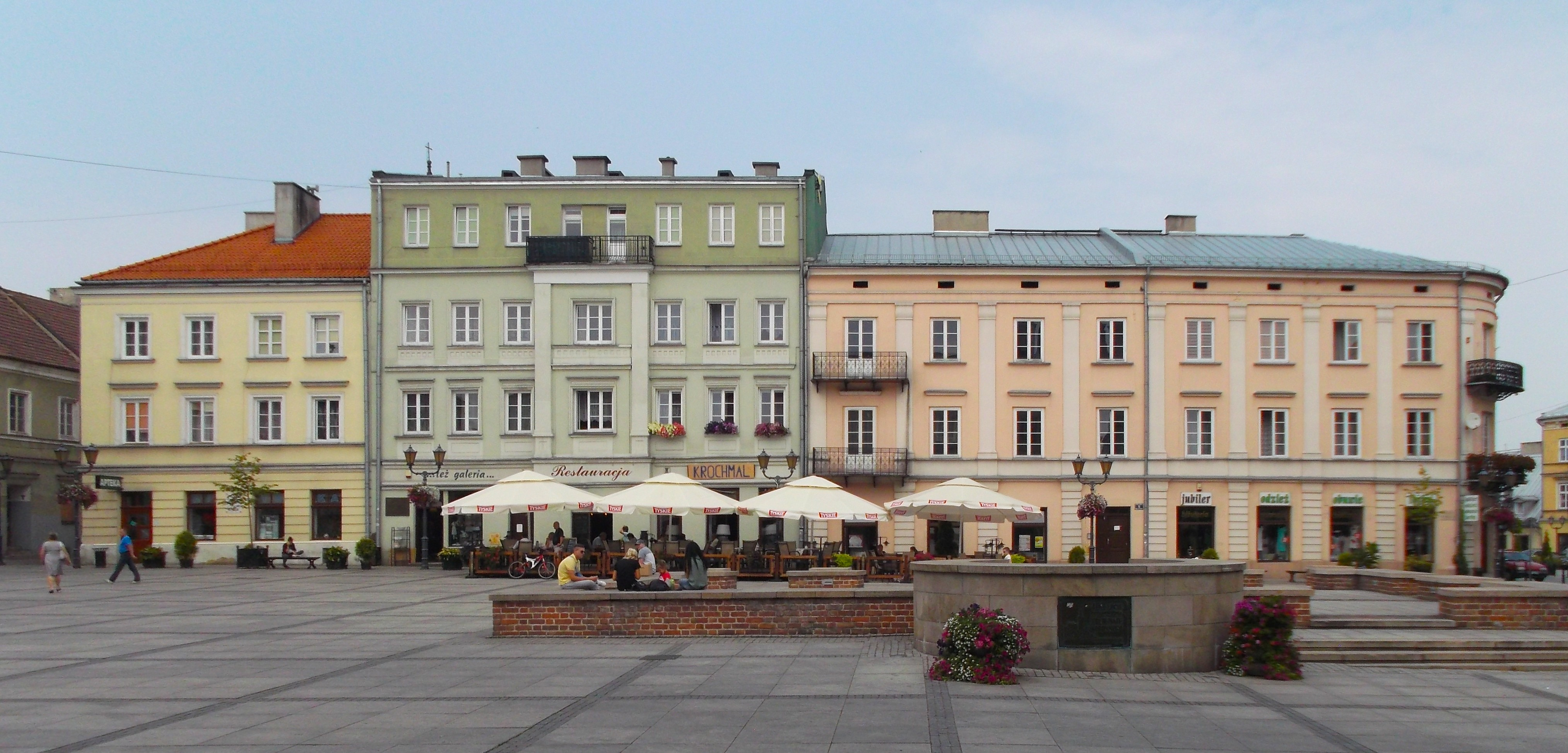
Hlavní náměstí ve Starém městě (Rynek Trybunalski)

## Osobnosti
- Ernestine Rose (1810–1892), americká sufražetka, abolicionistka a volnomyšlenkářka
- Stefan Grot-Rowecki (1895–1944), generál
- Jisra'el Me'ir Lau (* 1937), izraelský vrchní rabín
- Witold Waszczykowski (* 1957), ministr zahraničních věcí
- Kamil Majchrzak (* 1996), profesionální tenista